# Bharagonalia germana
Bharagonalia germana är en insektsart som beskrevs av Young 1986. Bharagonalia germana ingår i släktet Bharagonalia och familjen dvärgstritar. Inga underarter finns listade i Catalogue of Life.